# Dyngmask
Dyngmask (Eisenia fetida) är en ringmaskart som först beskrevs av Savigny 1826.  Dyngmask ingår i släktet Eisenia och familjen daggmaskar. Arten är reproducerande i Sverige.

## Utseende och anatomi
Eisenia fetida (Dyngmask) särskiljs genom sin gula svans och de tydliga ränderna vid varje kroppssegment. E. fetida blir vanligen 4-10 cm lång.
Kroppen är segmenterad. Segmenten består av muskler, en cirkelmuskel och en longitudmuskel samt spröt (setae). 
Citellum är maskens fortplantningsorgan och är en tub-lik utbuktning vid segment 24-32. Daggmaskar är hermafroditer och har därför både äggstockar och spermier. Befruktade maskar har svullna Citellum. 

## Biologi och beteende
E. fetida är en epigeisk art och tillbringar därmed sitt liv ovan jord. Till skillnad ifrån stor daggmask (Lumbricus terrestris) som lever i marken så lever E. fetida sitt liv i förmultnande organiskt material ovan jord. De förflyttar sig mest horisontellt i sitt habitat men kan även byta miljö vertikalt.  
Deras naturliga habitat består av förmultnande löv och annat fuktigt organiskt material och kan vanligtvis hittas i lövhögar. De föredrar en något sur miljö.
E.fetida har en föda som  består av bakterier och svampar som bryter ner det organiska materialet.

## Bildgalleri

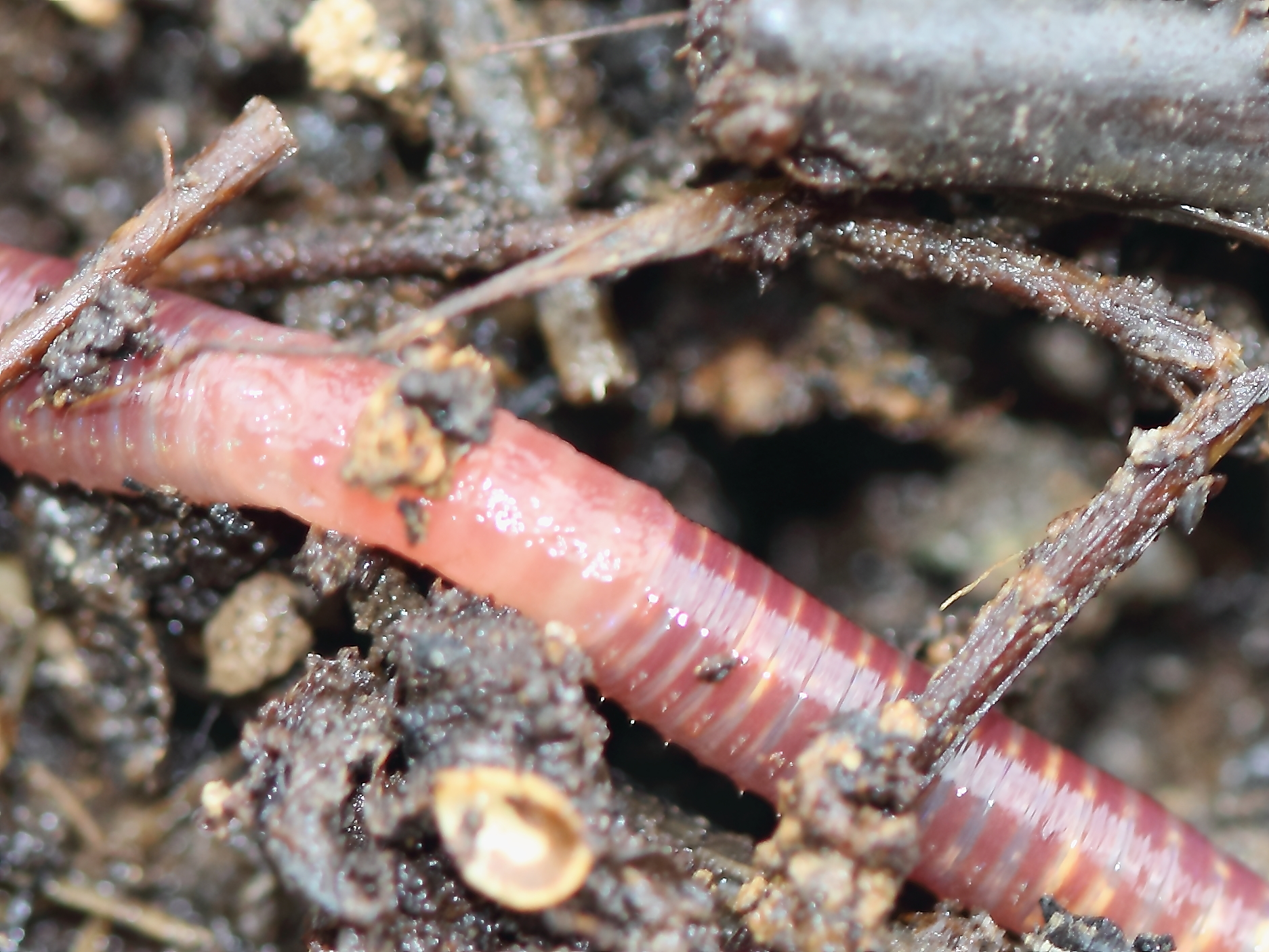
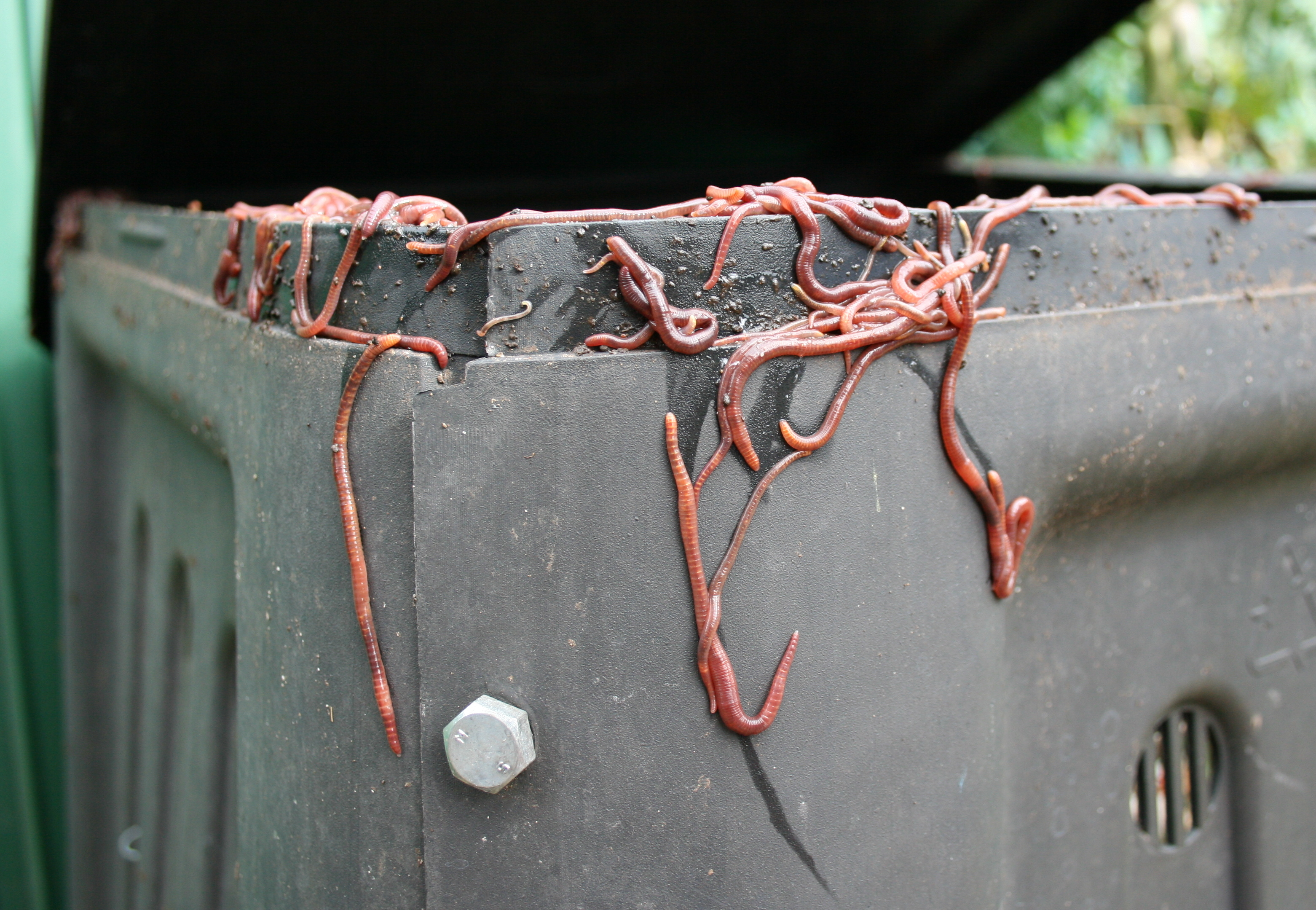